# Michal Sup
Michal Sup (* 24. September 1973 in Prag, Tschechoslowakei) ist ein ehemaliger tschechischer Eishockeyspieler.

## Karriere
Sup begann seine Karriere 1990 beim tschechoslowakischen Erstligisten HC Sparta Prag. Dort blieb er zunächst nur eine Saison und wechselte 1991 in die kanadische Juniorenliga WHL zu den Kamloops Blazers. Nachdem der Stürmer in Nordamerika jedoch nicht zurechtkam, kehrte er bereits ein Jahr später wieder zurück nach Tschechien zu seinem Heimatverein HC Sparta Prag.
Zur Saison 1996/97 wechselte er zum Stadtrivalen HC Slavia Prag, für den er bis 2008 spielte und mit dem er zwei Meisterschaften gewann. Zur Spielzeit 2008/09 unterschrieb Michal Sup einen Vertrag beim EV Duisburg aus der Deutschen Eishockey Liga. Nach der Insolvenz der Duisburger im März 2009 spielte er in der Saison 2009/10 für BK Mladá Boleslav. Anschließend beendete er seine Karriere.

### International
Michael Sup bestritt für die tschechische Nationalmannschaft die Weltmeisterschaften 2003 in Finnland und 2004 in seinem Heimatland Tschechien.

## Erfolge und Auszeichnungen
- Tschechoslowakischer Meister mit Sparta Prag 1993
- Tschechischer Meister mit Slavia Prag 2003 und 2008
- Bester Torschütze der Extraliga-Playoffs 2002/03

## Karrierestatistik
(Legende zur Spielerstatistik: Sp oder GP = absolvierte Spiele; T oder G = erzielte Tore; V oder A = erzielte Assists; Pkt oder Pts = erzielte Scorerpunkte; SM oder PIM = erhaltene Strafminuten; +/− = Plus/Minus-Bilanz; PP = erzielte Überzahltore; SH = erzielte Unterzahltore; GW = erzielte Siegtore; 1 Play-downs/Relegation; Kursiv: Statistik nicht vollständig)